# Ingrid Hjelt af Trolle
Ingrid Margaretha Hjelt af Trolle, född 3 september 1949, är en svensk diplomat.
Hjelt af Trolle har varit anställd på Utrikesdepartementet sedan 1971 och bland annat tjänstgjort i Kongo-Kinshasa, Frankrike, Pakistan, Nederländerna, Tyskland och vid FN. Åren 2002-2007 var hon biträdande chef för Sveriges ständiga representation vid Europeiska unionen i Bryssel med ambassadörs titel och ansvarade där för coreper I-frågor. Hon var chef för Statsrådsberedningens EU-kansli 2007-2010 och ambassadör i Oslo 2010-2014.
Hon är gift med ambassadören Herman af Trolle

## Priser och utmärkelser
- Kommendör av Förbundsrepubliken Tysklands förtjänstorden, KTyskRFO (1995)